# Francisco de Borbón von Hardenberg
Don Francisco de Paula Joaquín de Borbón y von Hardenberg-Fürstenberg (* 21. ledna 1979, Madrid) je španělský šlechtic a podnikatel, který je od 5. května 2018 velmistrem sjednocené maltsko-pařížské obedience Vojenského a špitálního řádu svatého Lazara.

## Stručný životopis
Je synem španělského granda Francisca de Borbón, 5. vévody sevillského, a jeho první manželky hraběnky Beatrix von Hardenberg-Fürstenberg. V roce 2001 završil bakalářské studium sportovního managementu a obchodu na floridské Barry University v Miami. Pracoval jako manažer a sportovní kouč v různých sportovních klubech, roku 2005 se stal agentem FIFA, od roku 2012 je členem Forum of Young Global Leaders Světového ekonomického fóra. Je dlouholetým členem Řádu svatého Lazara, od roku 2009 byl členem Velké rady a koadjutorem velmistra, v roce 2017 se stal velmistrem sjednocené řádové obedience ad interim, řádným velmistrem byl zvolen a instalován na řádové kapitule 5. května 2018 v Madridu.
Francisco Borbón-Hardenberg dne 9. října 2021 uzavřel církevní sňatek v sevillské katedrále se Sophií Karoly, s níž žil již od roku 2016, v roce 2017 se jim narodil syn Francisco Máximo de Borbón Karoly.